# 3161 Біделл
3161 Біделл (3161 Beadell) — астероїд головного поясу, відкритий 9 жовтня 1980 року.
Тіссеранів параметр щодо Юпітера — 3,362.